# All Your Life
All Your Life è un singolo del gruppo di musica country statunitense The Band Perry, pubblicato nel 2011 ed estratto dall'album The Band Perry.

## Tracce
- Download digitale

1. All Your Life – 3:52

## Formazione
- Kimberly Perry
- Neil Perry
- Reid Perry